# Siccia commota
Siccia commota là một loài bướm đêm thuộc phân họ Arctiinae, họ Erebidae.